# Matthias (Apostel)

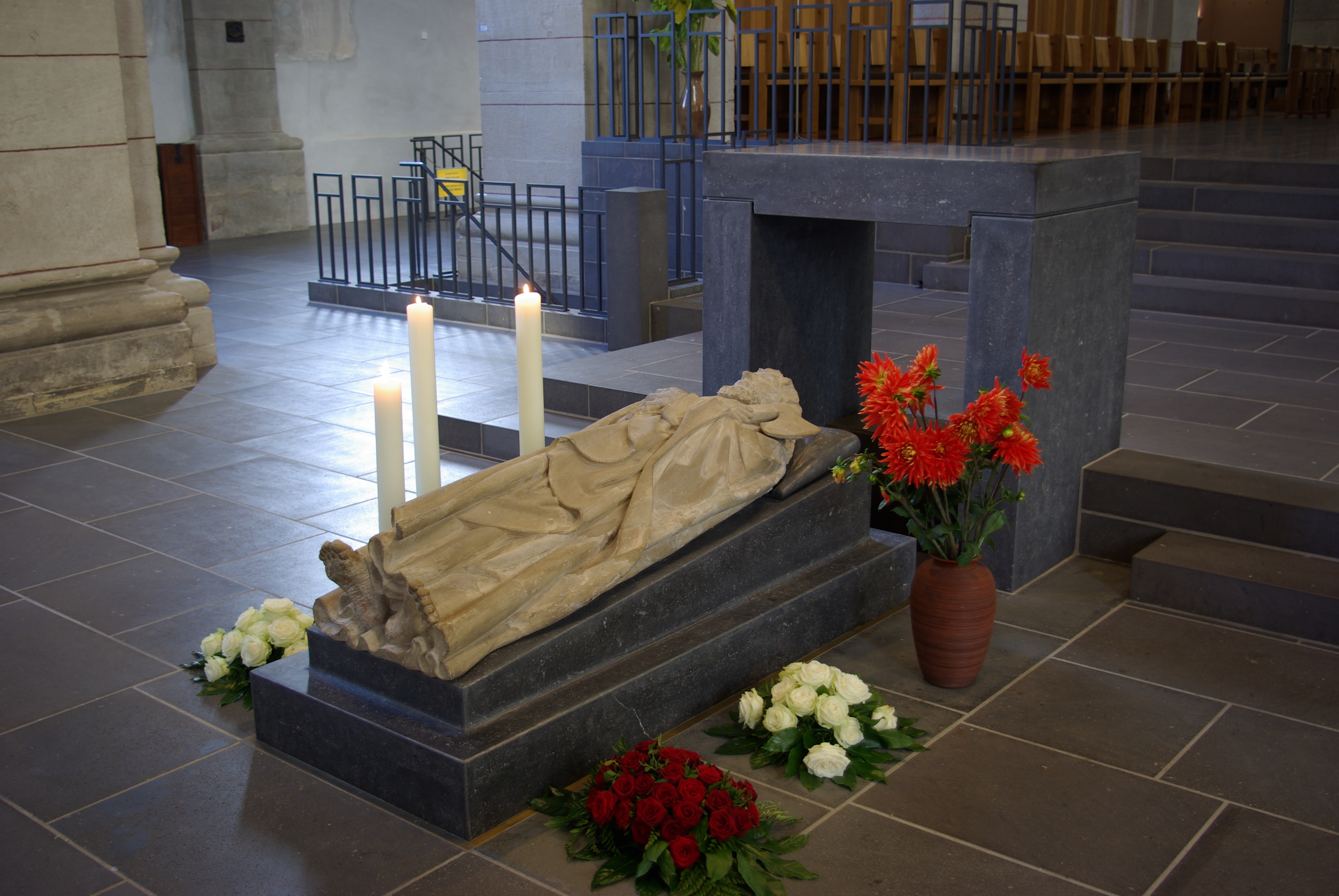
Statue über dem Sarkophag des Apostels Matthias in Trier

Matthias (altgriechisch Ματθίας Matthias, hebräischer Name מתיתיהו Matityahu, Mattithiah, lateinisch Matthias) war ein Jünger Jesu. Nach dem Tod des Judas Iskariot wurde er zu den verbliebenen elf Aposteln Jesu hinzugefügt (Apg 1,15–26 ). Er gilt deshalb als zwölfter Apostel.

## Die Erwählung als Apostel
Matthias ersetzte Judas, der sich aus Verzweiflung über den von ihm an Jesus begangenen Verrat das Leben genommen hatte (Apg 1,15–26 ). Die Erwählung des Matthias geschah, der Erzählung der Apostelgeschichte zufolge, durch das Los zwischen ihm und einem anderen treuen Begleiter von Jesus und den Aposteln namens Joseph Barsabbas (Apg 1,21–26 ).
Weitere Hinweise auf den Apostel finden sich im Neuen Testament nicht. Der Name bedeutet „Geschenk JHWHs“ (Gottes).

## Traditionelle Überlieferungen zum weiteren Wirken und Tod

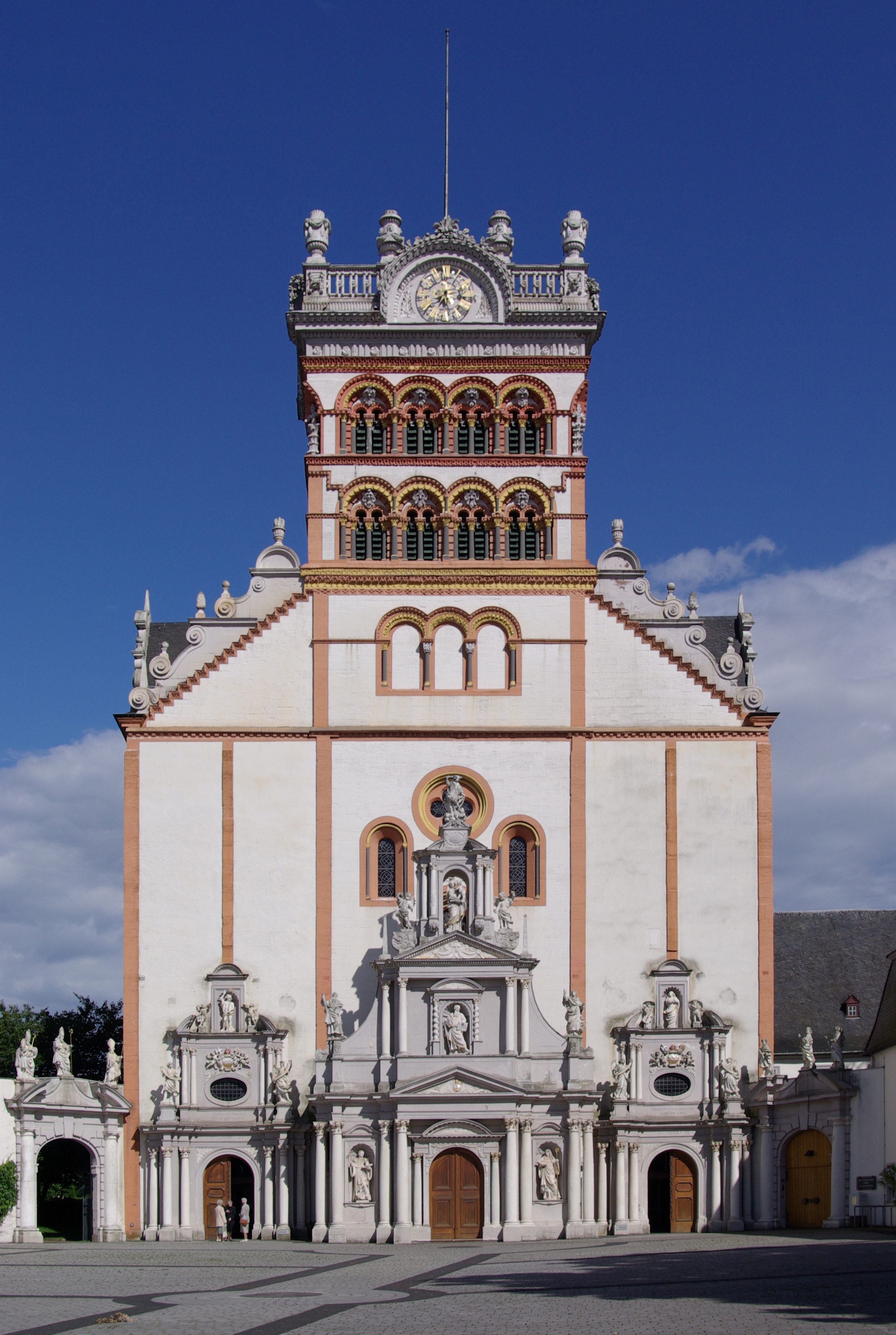
Basilika St. Matthias in Trier

Zu den Umständen des Todes des Matthias existieren abweichende Darstellungen. 
Die griechische Tradition berichtet, Matthias habe das Christentum in Kappadokien der Küste des Kaspischen Meeres verbreitet und vor allem bei Hyssos gelebt.
Nach Nikephorus (Historia eccl., 2, 40), predigte Matthias das Evangelium zuerst in Judäa und dann in Kolchis (dem heutigen Georgien) und wurde dort gekreuzigt. Die koptischen Akten des Andreas und des Matthias verorten sein Wirken in der „Stadt der Kannibalen“ in Äthiopien, wobei hier unter Äthiopien eine ägyptische Militärkolonie im Kaukasus zu verstehen ist. In den Ruinen der römischen Festung in Gonio (Apsaros) in Georgien fand sich ein Hinweis, nachdem Matthias hier begraben sein soll.
Einer anderen Überlieferung zufolge erlitt Matthias in Jerusalem den Märtyrertod, als er von einer Volksmenge gesteinigt und dann enthauptet wurde. Nach Hippolyt von Rom starb Matthias hingegen erst in hohem Alter in Jerusalem. Letztere Information fand auch Eingang in die Legenda aurea, nach der Matthias in Frieden gestorben und sein Leichnam von Judäa nach Rom gebracht worden sei.
Clemens von Alexandria erwähnt Matthias in seinen Reflexionen über das Apostelamt (im VI. Buch der Stromateis, Kap. XIII):

„Nicht dass sie als Apostel auserwählt wurden aufgrund hervorragender Eigenschaften ihrer Natur, denn auch Judas war zusammen mit ihnen auserwählt. Aber sie waren dazu fähig, Apostel zu werden, weil sie durch Ihn auserwählt wurden, der sogar die letzten Fragen vorhersieht. Matthias, dementsprechend, der nicht zusammen mit ihnen auserwählt war, zeigte sich würdig, ein Apostel zu werden, ist Ersatz für Judas.“

Fortan wurde Matthias auch „Apostel der Treue“ genannt, da er an die Stelle des Judas trat, der Jesu nicht treu geblieben war.

## Apostelgrab in Trier

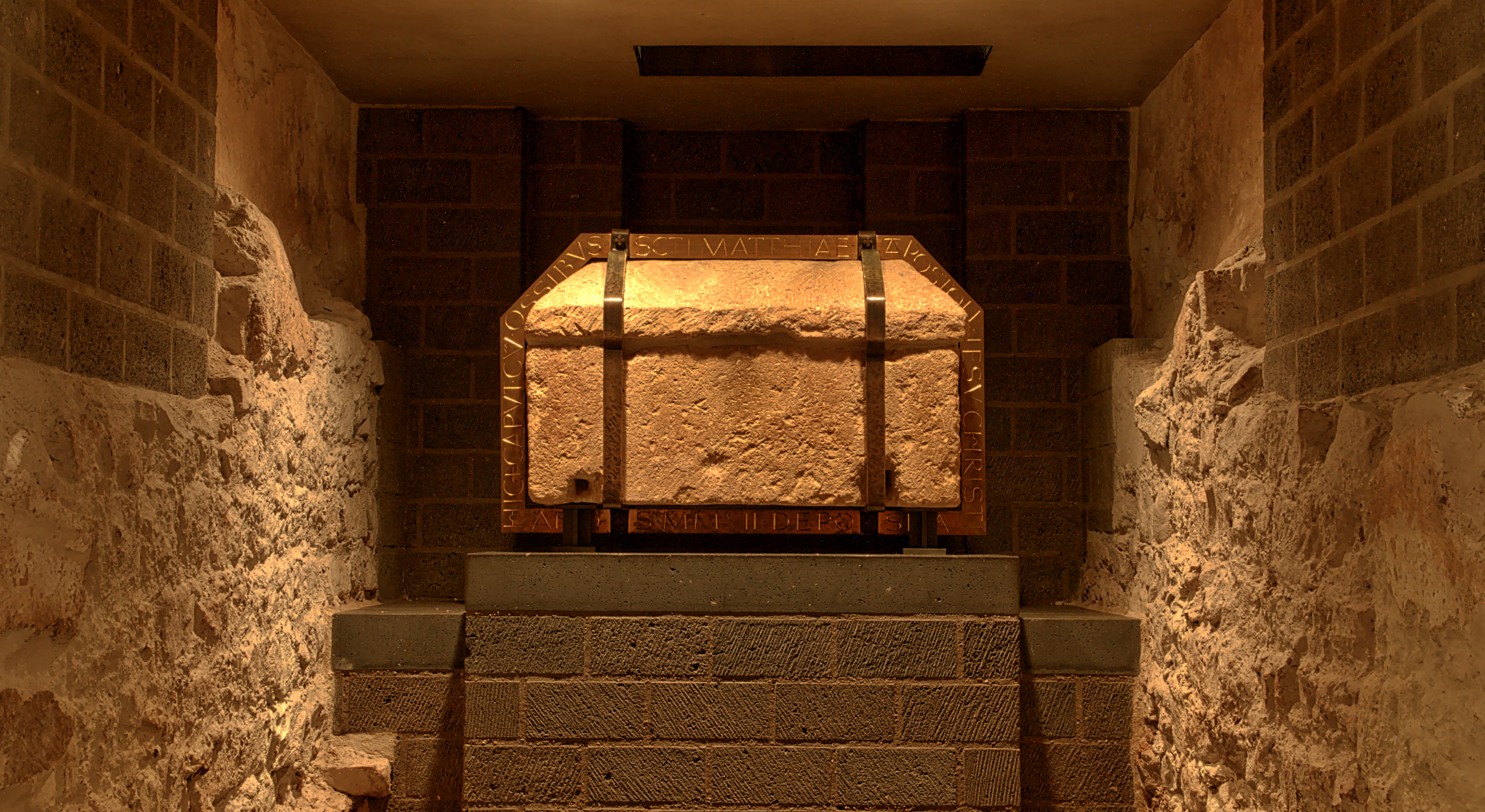
Sarkophag des Apostels Matthias in Trier

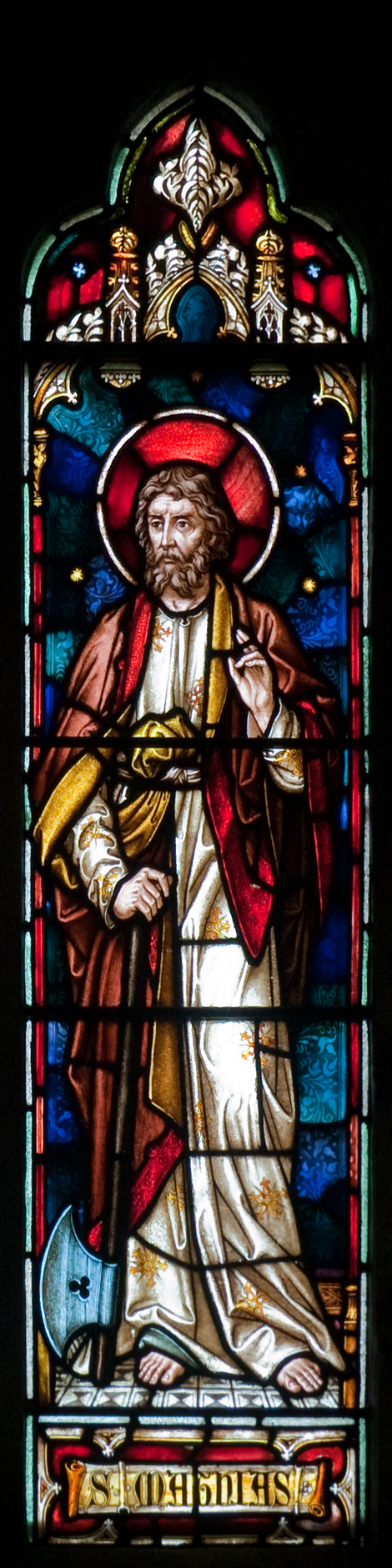
Enniscorthy (Irland), St. Aidan’s Cathedral, nach einem 1849 erstellten Entwurf von A. W. N. Pugin

Der Legende nach sollen die Gebeine des Apostels Matthias mehr als 250 Jahre nach seinem Tod im Auftrag der Kaiserin Helena, Mutter des römischen Kaisers Konstantin I., in Palästina aufgefunden und vom Trierer Bischof Agritius nach Trier überführt worden sein. Im Jahr 1127 wurden menschliche Gebeine, die in der Benediktinerabtei St. Matthias in Trier aufgefunden wurden, als die seit Jahrhunderten verschollenen Reliquien des Apostels Matthias angesehen. Sie werden seitdem in der Abteikirche von Pilgern verehrt. Vor allem im Mittelalter war der Matthias-Kult sehr lebendig. Von der Zahl der Wallfahrer zeugt ein Bruderschaftsbuch mit 4670 Eintragungen von der Mitte des 12. Jahrhunderts bis zum Beginn des 13. Jahrhunderts. 
Noch heute bestehen vor allem im Rheinland zahlreiche St. Matthiasbruderschaften, deren Mitglieder sich in der Wallfahrtszeit auf den Weg nach Trier machen, meist zu Fuß.

## Ikonographie
Das Attribut des Apostels in der traditionellen Ikonografie ist das Buch (für sein Apostelamt) oder das Beil oder die Hellebarde (für sein Martyrium). In der Schar der Apostel ist er nur bei Szenen der biblischen Geschichte nach der Himmelfahrt Christi zu sehen, namentlich bei Pfingsten und dem Marientod. In Apostelgruppen wird er zudem oft durch Paulus ersetzt, der hier als zwölfter Apostel gilt. Seltener werden sowohl Paulus als auch Matthias dargestellt, so dass sich die Zahl der Apostel auf dreizehn erhöht.

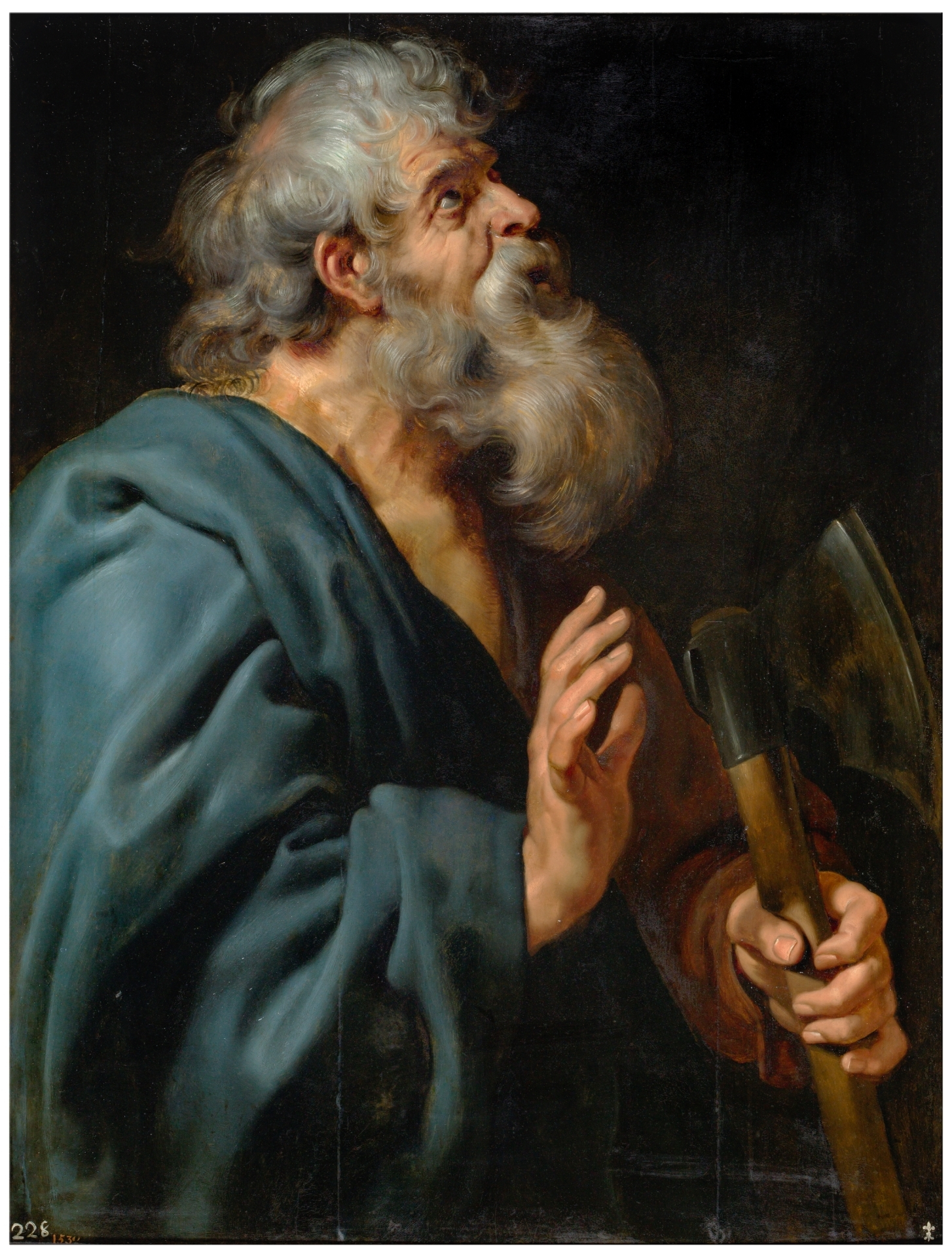
Gemälde von Peter Paul Rubens
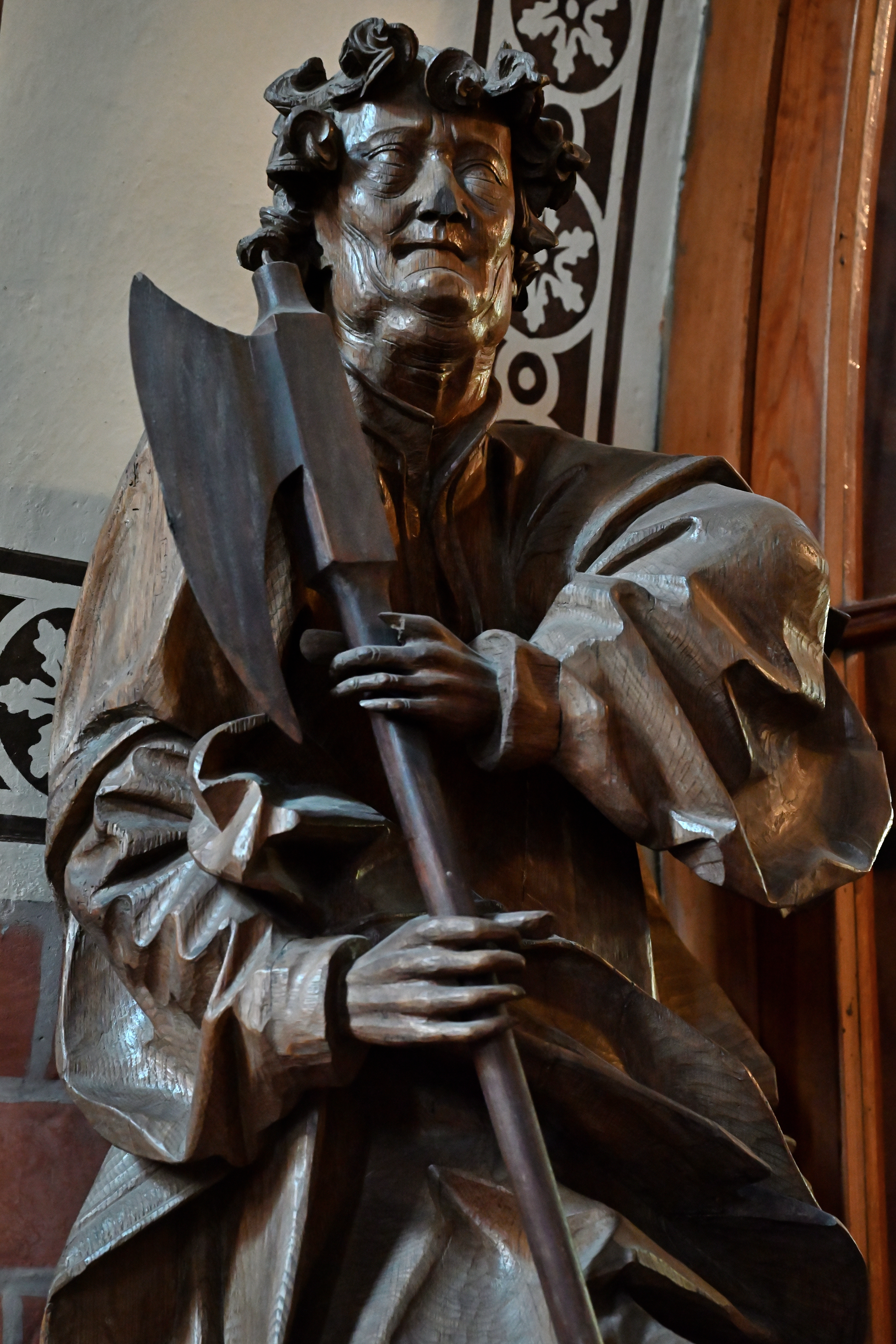
Güstrower Dom – Güstrower Apostel von Claus Berg
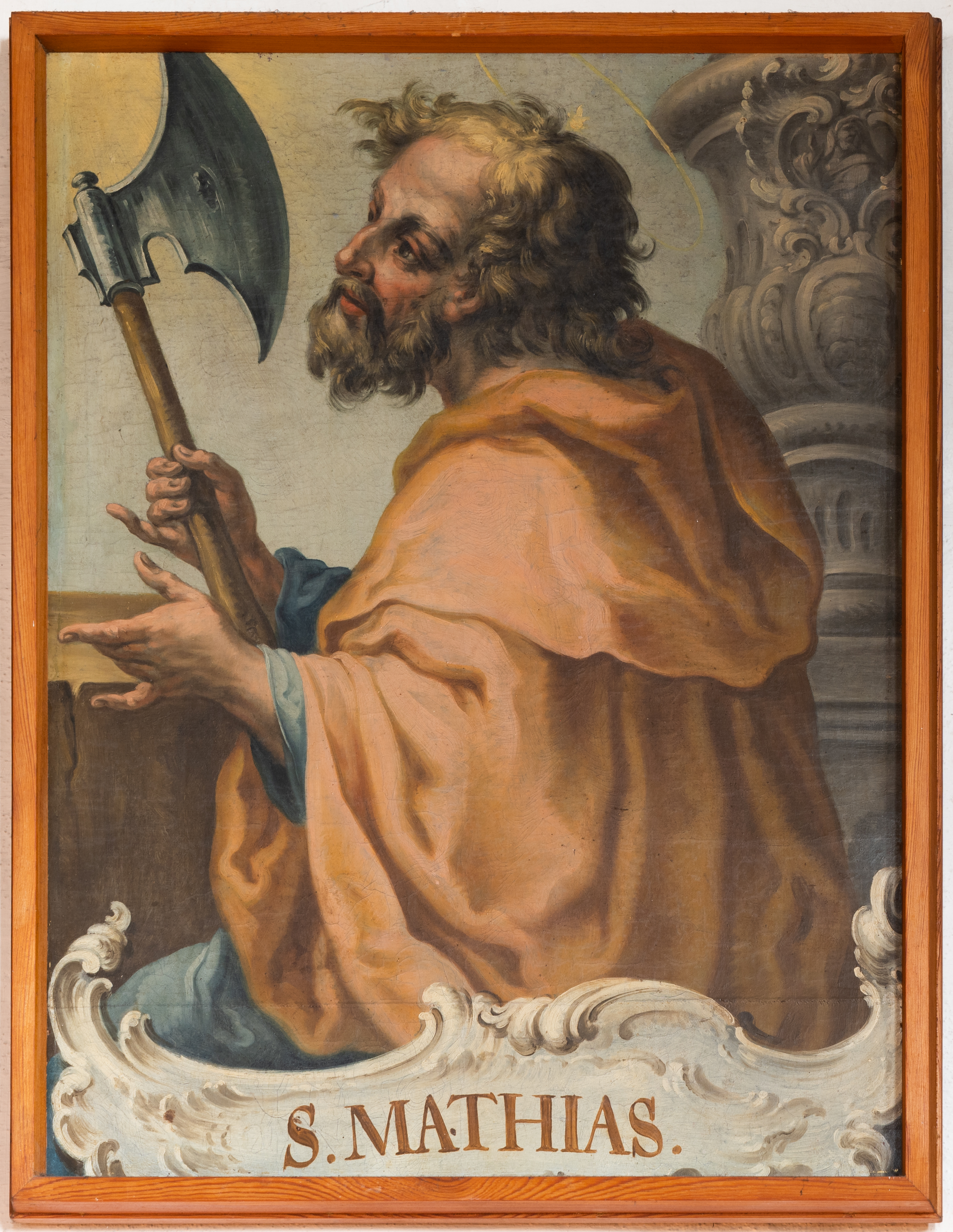
Gemälde von Joseph Wannenmacher (Laurentiuskirche – Dornstadt Scharenstetten)
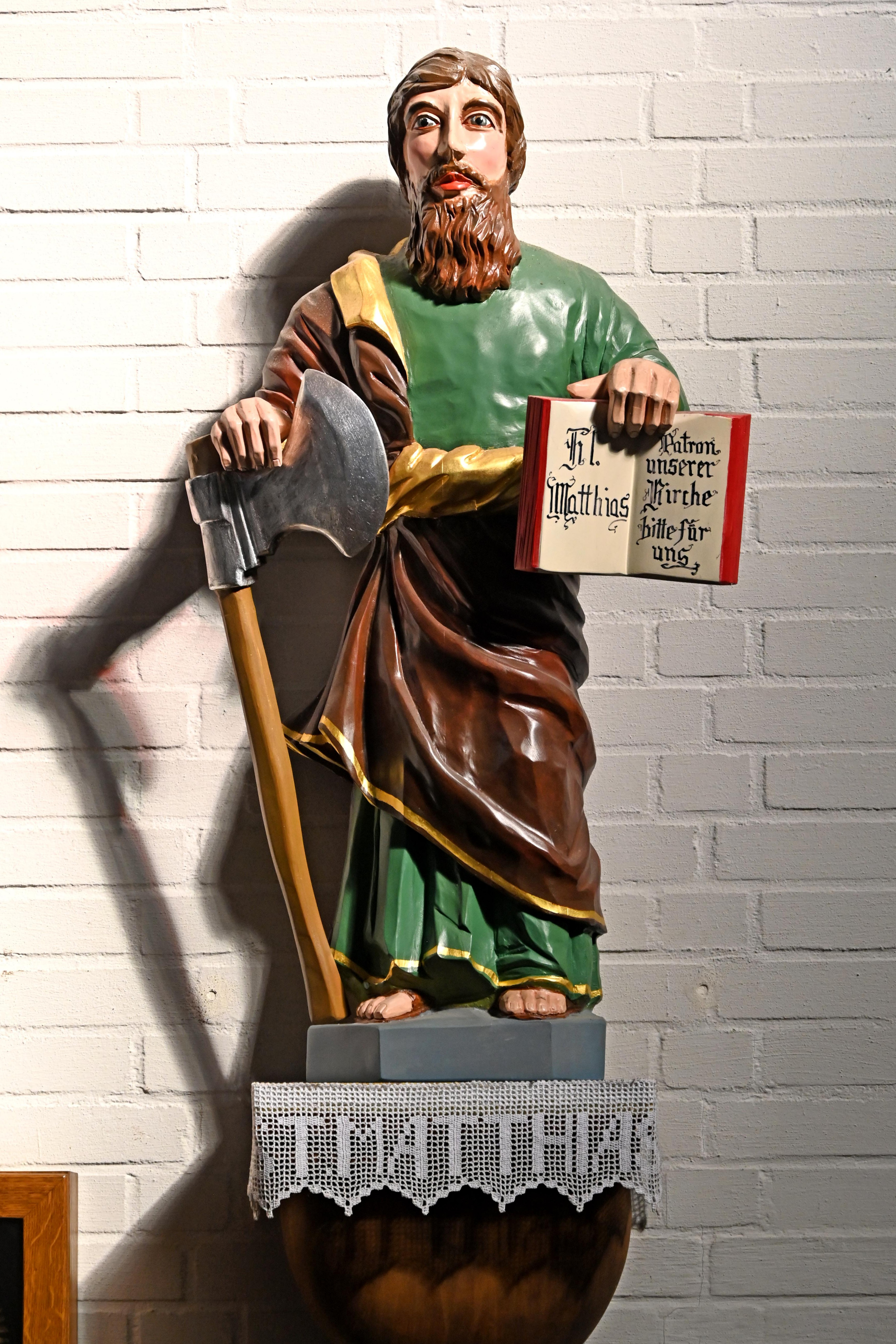
St. Matthias (Ulmen)
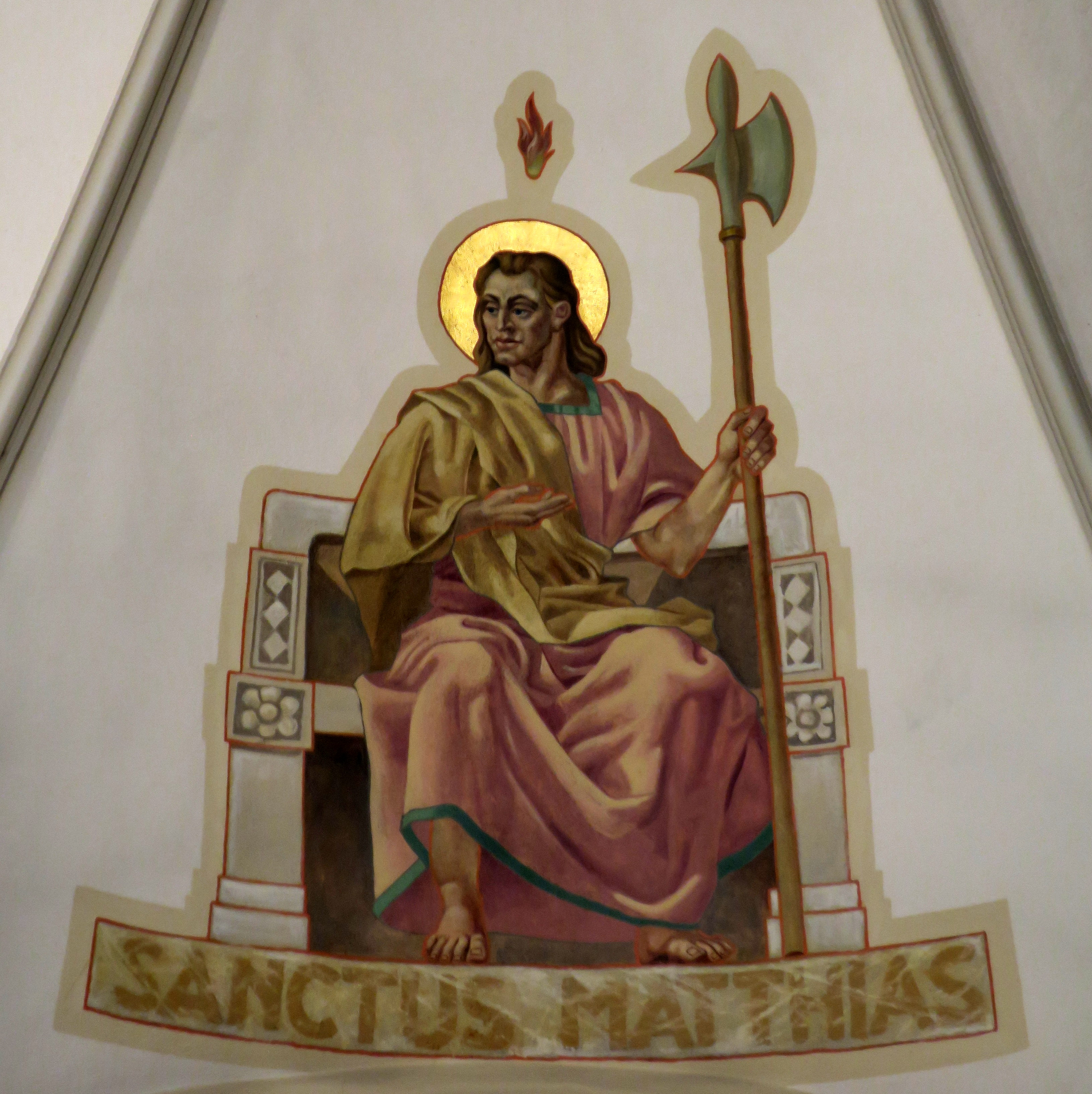
Saint Peter’s Church (Mansfield, Ohio)

## Gedenktage
- Evangelisch: EKD (Gedenktag laut evangelischem Gottesdienstbuch) und LCMS: 24. Februar[7] (in Schaltjahren 25. Februar), ELCA: 14. Mai
- Katholisch: früher 24. Februar (VI Kal. Mart. – in Schaltjahren war das am 25. Februar); bei der Liturgiereform aus der Fastenzeit auf den 14. Mai verlegt (Fest im Allgemeinen Römischen Kalender)
  - im deutschen Sprachgebiet gilt weiterhin der 24. Februar (Fest im Regionalkalender für das deutsche Sprachgebiet), weil dieser Tag hier besonders verwurzelt ist (Trier)
  - in Trier außerdem: Übertragung der Gebeine am 18. Juli und Fest der Wahl des Matthias zum Apostel am 7. Mai
- Anglikanisch: 24. Februar oder 14. Mai
- Orthodox: 9. August
- Koptisch: 4. März

## Sonstiges
Der Apostel Matthias ist der Protagonist in Wilton Barnhardts Roman Gospel (New York 1993), dessen deutsche Übersetzung unter dem Titel Der dreizehnte Apostel (München 1994) erschien.